# Стан, Нику
Ни́ку Стан (рум. Nicu Stan; 25 ноября 1931, Констанца, Румыния — 24 августа 1990, Бухарест, Румыния) — румынский оператор, режиссёр и сценарист.

## Биография
В 1955 году окончил Институт имени Караджале. В 1958 году снял эстрадное ревю («Мелодии, мелодии»). Работал с такими режиссёрами как Мирча Мурешан, Мирча Дрэган, Маноле Маркус и другими. Сам ставил картины, в том числе по собственным сценариям.

## Фильмография

### Оператор
- 1958 — Мелодии, мелодии / Melodii, melodii (к/м)
- 1959 — Однажды утром / Într-o dimineață (к/м)
- 1961 — ...по осени считают / Toamna se numără... (к/м)
- 1963 — Твоя вина / Partea ta de vină
- 1964 — Любовь одного вечера / Dragoste lungă de-o seară
- 1966 — Восстание / Răscoala
- 1966 — Утро благоразумного человека / Diminețile unui băiat cuminte
- 1966 — Время снегов / Vremea zăpezilor
- 1968 — Майор и смерть / Maiorul și moartea
- 1968 — Колонна / Columna
- 1969 — Затем родилась легенда / Apoi s-a născut legenda
- 1969 —  / Doi bărbați pentru o moarte
- 1970 — Секира / Baltagul
- 1971 — Власть и правда / Puterea și adevărul
- 1972 — Потерянный лес / Pădurea pierdută (в советском прокате «Погибший лес»)
- 1972 — Заговор / Conspirația
- 1973 — Капкан / Capcană
- 1973 — Трудный путь на Типперари / Departe de Tipperary
- 1974 — Три секретных письма / Trei scrisori secrete
- 1975 — Актёр и дикари / Actorul și sălbaticii
- 1975 — Поднять паруса / Toate pînzele sus (сериал)
- 1977 — Путь к небу / Trepte spre cer
- 1978 — Перед молчанием / Înainte de tăcere
- 1978 — Мгновение / Clipa
- 1979 — Невеста из поезда / Mireasa din tren
- 1980 — Гнездо стрекоз / Punga cu libelule
- 1980 — Дом среди полей / Casa dintre cîmpuri
- 1988 — Постоялый двор среди холмов / Hanul dintre dealuri

### Режиссёр
- 1981 — Экипаж для Сингапура / Un echipaj pentru Singapore
- 1985 — Буря в Тихом океане / Furtună în Pacific
- 1986 —  / Cale liberă

### Сценарист
- 1981 — Экипаж для Сингапура / Un echipaj pentru Singapore (с Йоаном Григореску)